# Proteus (gra komputerowa)
Proteus – niezależna gra komputerowa, której akcja dzieje się w otwartym świecie, stworzona przez Eda Keya i Davida Kanagę na platformy Linux, Mac OS, Microsoft Windows, PlayStation 3 i PlayStation Vita. Jej premiera w wersji na systemy operacyjne Windows i Mac nastąpiła 30 stycznia 2013 roku, natomiast wersja na system Linux ukazała się 8 kwietnia 2013 roku. Edycje na konsole PlayStation 3 i PlayStation Vita zostały wydane 29 października 2013 roku. Rozgrywka w Proteusie polega głównie na eksplorowaniu i odkrywaniu wyspy bez żadnego konkretnego celu. Gracz zwiedza bogate dźwiękowo środowisko, w którym każdej istocie i roślinie towarzyszy niepowtarzalna muzyczna sygnatura, co powoduje zmianę odgłosów w zależności od obranej przez niego drogi. Świat gry jest tworzony proceduralnie, dzięki czemu podczas każdej rozgrywki gracz zwiedza inną wyspę.
Ed Key rozpoczął produkcję Proteusa w 2008 roku, a David Kanaga dołączył do niego w 2010 roku. Twórcy mieli na celu zrealizowanie niekonwencjonalnej i pozbawionej przemocy gry. Przed ustaleniem ostatecznego stylu rozgrywki rozważali różne rodzaje mechaniki gry, takie jak przydzielanie graczowi zadań do wykonania oraz udostępnienie twórczych narzędzi.
W 2011 roku podczas festiwalu IndieCade produkcja otrzymała nagrodę „Best Audio”, a w 2012 roku na Independent Games Festival była nominowana do nagrody „Nuovo Award”. Krytycy przyjęli obie wersje gry pozytywnie, chwaląc szczególnie wykorzystywane w nich dźwięki, choć długość rozgrywki i jej atrakcyjność przy kolejnych podejściach były uznawane za słabe punkty. Odbiorcy kwestionowali status Proteusa jako gry komputerowej, nazywając ją często „antygrą”.

## Rozgrywka
W Proteusie gracz porusza się po wyspie przedstawionej w pixelartowym stylu graficznym, obserwując środowisko gry z perspektywy pierwszej osoby. W świecie gry generowane są m.in. wzgórza, drzewa, różne budynki oraz zwierzęta takie jak żaby czy króliki, a ich układ zmienia się za każdym razem, gdy rozpoczynana jest nowa rozgrywka. Rozgrywka skupia się bardziej na zwiedzaniu niż interakcji. Wpływ gracza na środowisko jest niewielki (np. gdy podejdzie on do jakiegoś zwierzęcia, może ono od niego uciec). Oryginalnym rozwiązaniem jest generowanie unikalnej ścieżki dźwiękowej w zależności od poczynań gracza – np. określone sekwencje dźwiękowe są odtwarzane przy zbliżaniu się do danych obiektów i obszarów w środowisku gry.
Po rozpoczęciu gry gracz znajduje się na oceanie w pewnej odległości od wyspy. Musi do niej dotrzeć, przechodząc po wodzie. Gdy dojdzie na wyspę, może ją swobodnie zwiedzać w czasie początkowej pory roku – wiosny. Po nadejściu nocy może wejść do złożonego z wielu małych świateł kręgu, co spowoduje przejście do kolejnej pory roku. Koniec gry następuje kilka minut po dotarciu gracza do zimy. Każda pora roku odróżnia się od kolejnych krajobrazem, co osiągnięto dzięki zmieniającym się obiektom (np. drzewa gubią jesienią liście).
W wersji na PlayStation Vita pojawiły się dodatkowe opcje, które umożliwiają graczowi dokonanie zmian na wyspie poprzez użycie tylnego panelu dotykowego konsoli, a także generowanie wyspy w oparciu o bieżącą datę i położenie gracza w rzeczywistym świecie.

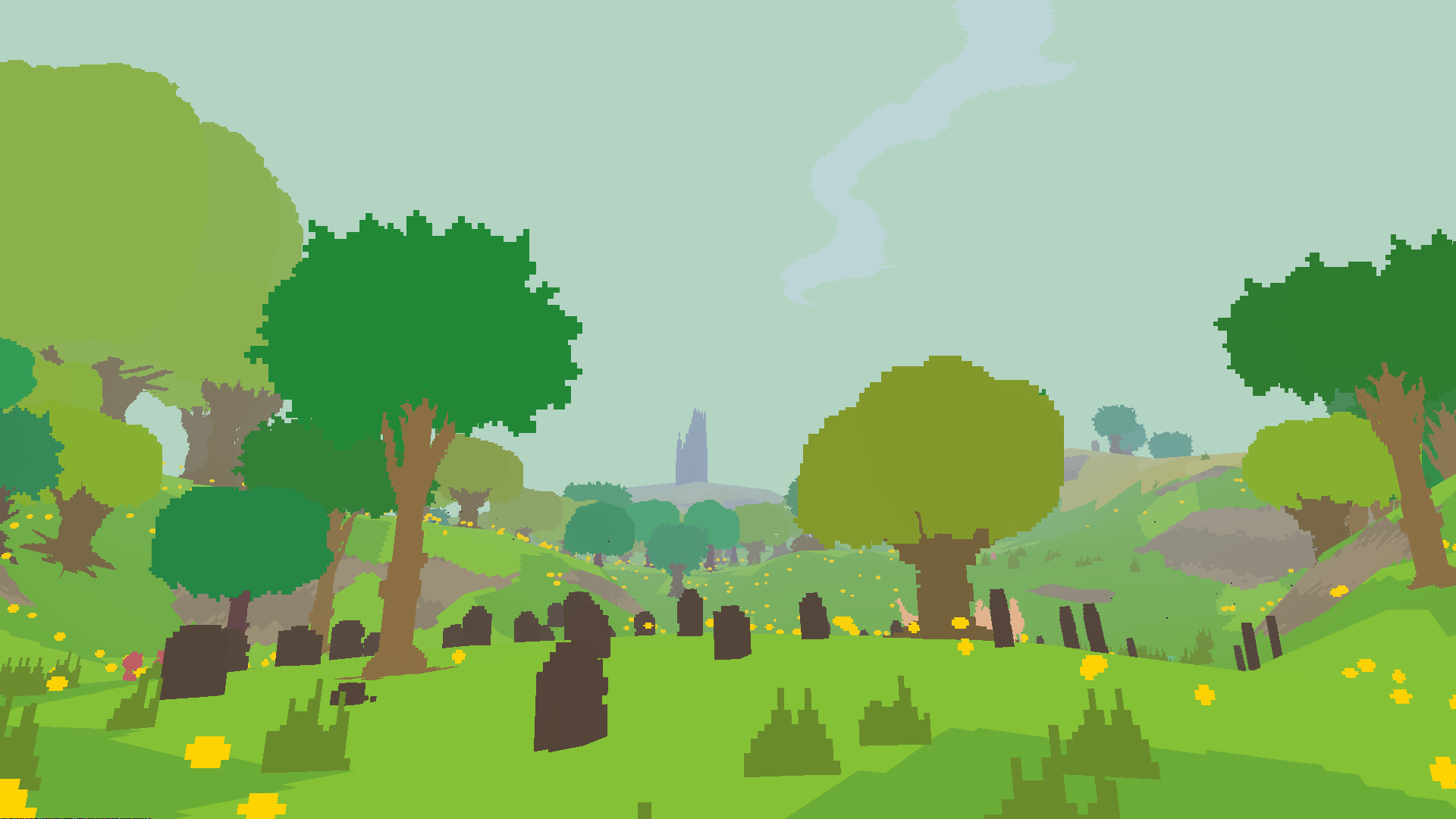
Cmentarzyska i inne obszary powodują odtwarzanie różnych sekwencji dźwiękowych, gdy gracz się do nich zbliża
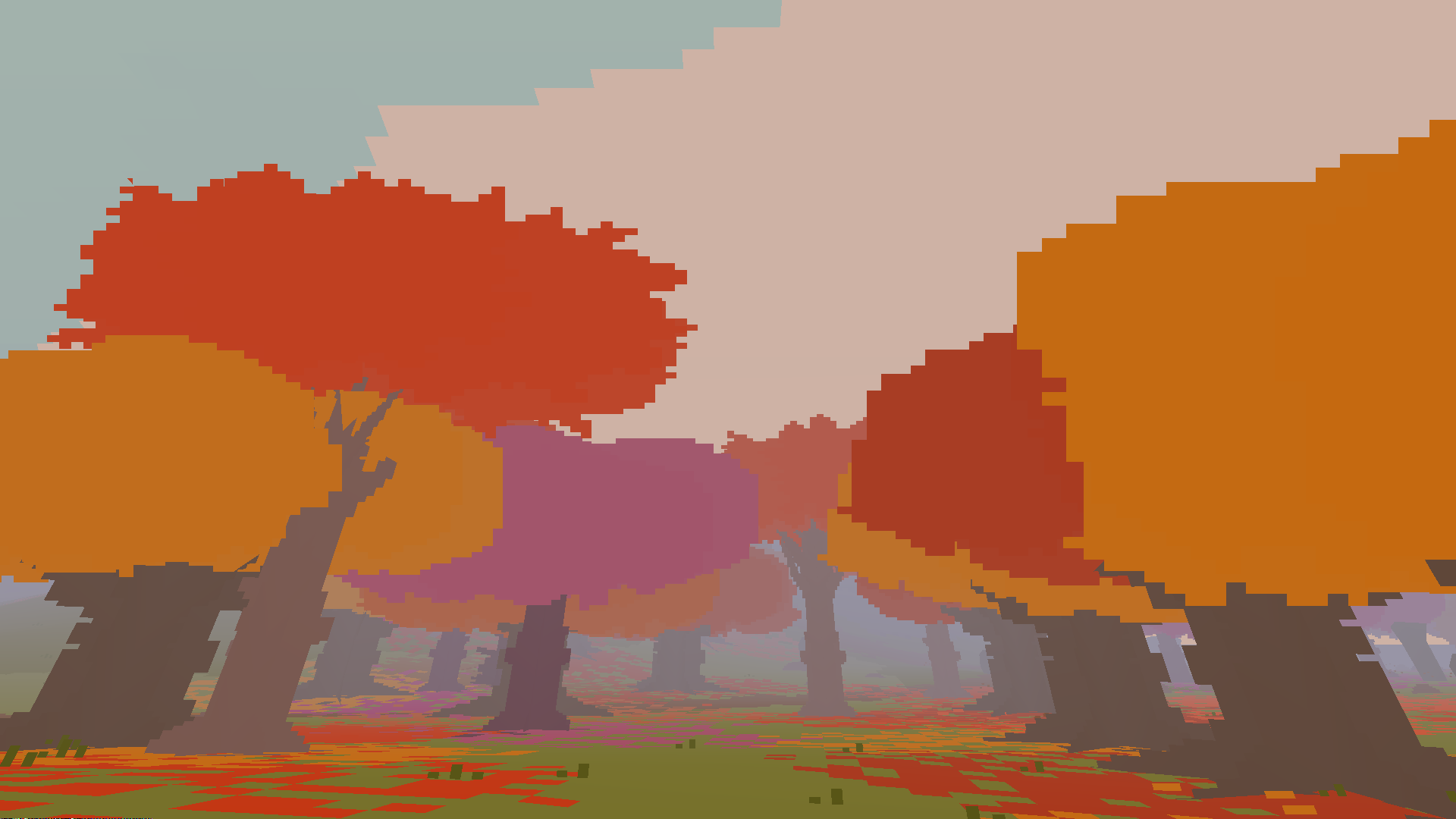
Wygląd wyspy zmienia się wraz z porami roku, na przykład jesienią liście drzew zmieniają kolor
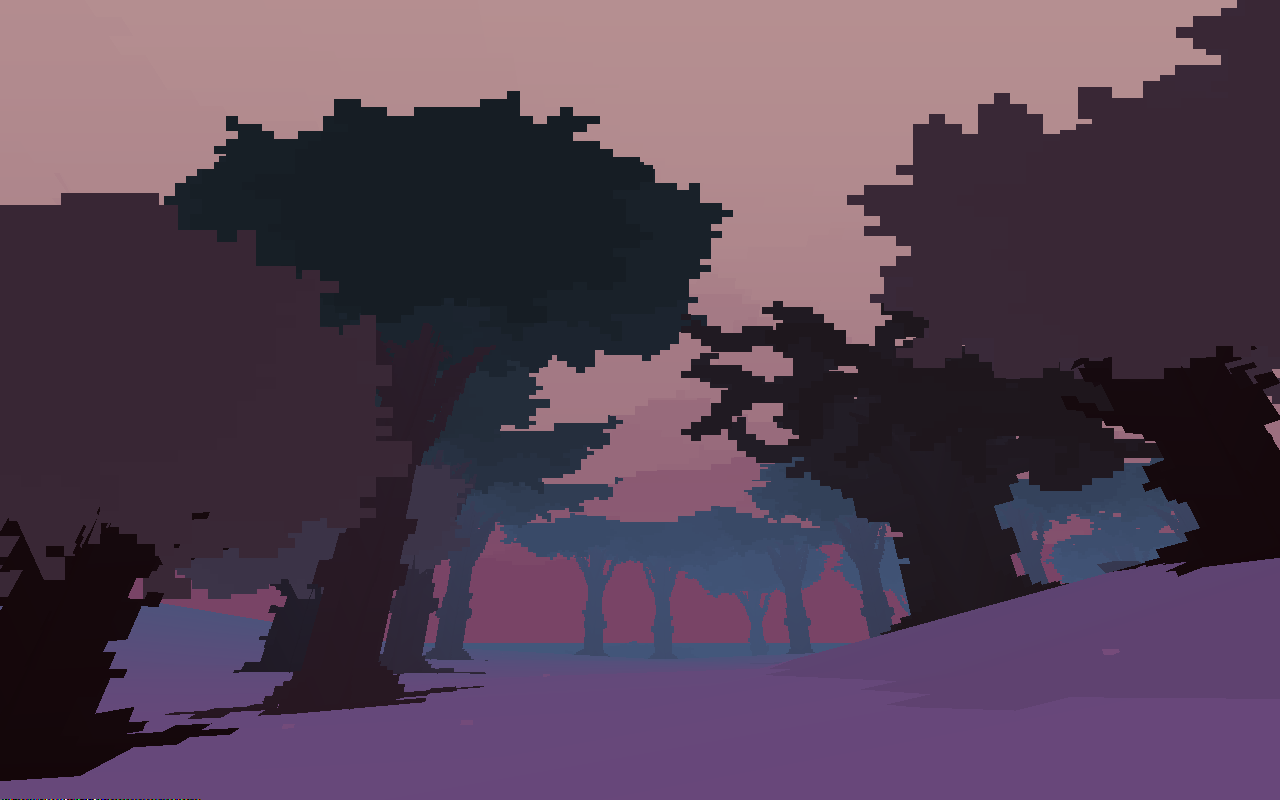
Krajobraz na wyspie w zimie

## Tworzenie
Ed Key rozpoczął prace nad Proteusem w 2008 roku, tworząc grę wieczorami i w weekendy. David Kanaga dołączył do niego w 2010 roku. Początkowa wersja gry różniła się znacznie od jej obecnej postaci. Key miał pomysł na proceduralną grę fabularną, podobną do The Elder Scrolls IV: Oblivion, w której gracz wędrowałby po miastach (lokacjach) i wykonywał zadania. Autor zdał sobie sprawę, że tego typu produkcja wymagałaby bardzo dużego nakładu pracy, dlatego zdecydował się na stworzenie niekonwencjonalnej gry pozbawionej przemocy.
Silnik gry, napisany głównie w języku C#, był oryginalnym dziełem Keya, który dodatkowo pozwolił graczom tworzyć modyfikacje do gry. Pierwotnie grafika w grze była oparta na gorszej jakości, 16-bitowej palecie kolorów, później jednak modele i krajobraz gry ulepszono do współczesnego poziomu graficznego. Po dołączeniu Davida Kanagi jako kompozytora twórcy zaczęli kształtować mechanikę dźwięku. Wśród wielu pomysłów na jej postać było pozwolenie graczom na tworzenie własnej muzyki w grze. Koncepcję tę zarzucono z obaw, iż zmniejszy ona wagę eksploracji świata gry oraz zamieni grę w twórcze narzędzie. Twórcy chcieli zastrzec nazwę Proteus, jednak napotkali sprzeciw pewnej firmy zbrojeniowej, która zgłosiła podobieństwo nazwy do swojego produktu. Po zmianach we wniosku i zapłaceniu podatków podanie zostało zaakceptowane.
W lutym 2012 roku, gdy gra Proteus była jeszcze w wersji beta, rozpoczęto jej przedsprzedaż. Oprócz wersji cyfrowej możliwe było również zamówienie pudełkowego wydania o nazwie Artifact Edition, które zawierać miało dodatkowo materiały graficzne, ścieżkę dźwiękową i zapiski z produkcji. W grudniu 2013 roku Ed Key przeprosił za to, że edycja ta nadal nie została wysłana do nabywców, zapewniając, że ciągle nad nią pracuje, i oferując wszystkim niezadowolonym zwrot pieniędzy. Wydanie to zostało wysłane do przedpremierowych odbiorców w czerwcu 2016 roku, a w lipcu tego samego roku rozpoczęto sprzedaż około 150 egzemplarzy dla nowych klientów.
W okolicy premiery gry na komputery osobiste z Edem Keyem skontaktowała się firma Curve Studios, z którą nawiązał on współpracę w celu wydania tytułu na konsole PlayStation 3 i Vita. Wersje te zostały stworzone przy użyciu autorskiego silnika Curve Studios. Firma Sony poprosiła twórców o dodanie nowych funkcji do gry, przy czym Key ujawnił, że nie próbowała ona wpływać na proces ich tworzenia. Funkcjami dodanymi przez Keya były generowanie świata na podstawie obecnej daty i lokalizacji gracza oraz możliwość interakcji ze światem gry za pomocą tylnego panelu dotykowego; według Keya te nowe sposoby tworzenia wysp mają się pojawić także w wersji na komputery osobiste.

## Odbiór

### Przed premierą
Wersja beta Proteusa, którą prezentowano na różnych festiwalach gier niezależnych, wzbudziła zainteresowanie dziennikarzy. W 2011 roku wygrała w kategorii „Best Audio” na gali nagród festiwalu IndieCade, a w 2012 roku zakwalifikowała się do nagrody festiwalu GameCity. Była również nominowana na Independent Games Festival w kategorii „Nuovo Award”, przeznaczonej dla abstrakcyjnych i niekonwencjonalnych produkcji, i otrzymała wyróżnienia w kategoriach „Excellence in Audio” oraz „Seumas McNally Grand Prize”. W 2012 roku gra zdobyła też nagrodę „Most Amazing Indie Game” na festiwalu A MAZE Indie Connect Festival.
Jim Rossignol z serwisu Rock, Paper, Shotgun w artykule o grach eksploracyjnych z 2011 roku napisał, że rozgrywka Proteusa była dla niego jednym z najbardziej uroczych przeżyć, jakich doświadczył w grach niezależnych. W 2012 roku Rick Lane z IGN stwierdził, że gra jest rozkosznie odurzająca, wyjątkowa i intrygująca. Tom Francis z „PC Gamera” również pozytywnie ocenił ją w zapowiedzi, zwracając uwagę na jej zmieniającą się oprawę dźwiękową.

### Po premierze
Po premierze Proteus otrzymał głównie pozytywne recenzje, uzyskując w wersji na komputery osobiste średnią ocen 80/100 w agregatorze Metacritic oraz 78,08% w GameRankings. Krytycy chwalili szczególnie dynamiczną oprawę dźwiękową produkcji; uznaniem obdarzyli ją m.in. Oli Welsh z Eurogamera, Tom Senior z „PC Gamera” oraz Nathan Grayson z IGN, którzy stwierdzili, że prowadziła ich ona przez rozgrywkę. Magazyn „Edge” ogólnie ocenił muzykę w grze pozytywnie, stwierdził jednak, że nigdy tak naprawdę się ona nie rozkręca, głównie przez brak dźwięków perkusji podczas większości pór roku. Tomasz Kutera z serwisu Polygamia stwierdził, że był to dla niego „absolutnie uroczy, przejmujący album ambientowy, który po części sam stworzył”. Wojciech Mroczek z polskiej wersji Eurogamera porównał grę do pozytywki, która „wygrywa dźwięki niecodzienne, ale jednak łagodne w odbiorze i wprowadzające w przyjemny stan”. Serwis Shacknews umieścił Proteusa na siódmym miejscu swojej listy najlepszych gier 2013 roku, porównując go do metafory życia.
Mieszane reakcje spowodowały długość gry oraz jej atrakcyjność przy kolejnych rozgrywkach. John Robertson z GameSpotu stwierdził, że nie był skory do jej ponownego przejścia, a zdaniem Seniora następne rozgrywki były bardzo do siebie podobne. Daniel Bloodworth z GameTrailers uznał jednak, że losowo generowane wyspy pozwalają graczom na odkrycie rzeczy, które poprzednio przegapili, a Grayson przyznał, że powtarzał grę wiele razy. Kutera w swojej recenzji napisał, że nie czuje potrzeby wracania do tego świata, choć nie żałuje czasu, jaki w nim spędził.
Wersje na PlayStation 3 i PlayStation Vita również spotkały się z pozytywnym odbiorem. Serwis Pocket Gamer wystawił jej najbardziej pochlebną recenzję, chwaląc dodatkowe funkcje dostępne na konsolach, choć zwrócił uwagę na miejscowe problemy z wydajnością. Roger Hargreaves z gazety „Metro” stwierdził, że gra była dla niego doświadczeniem, którego nie zapomni, a Joel Gregory z „PlayStation Official Magazine” nazwał ją prostą, lecz niesamowicie skuteczną.
Odbiorcy debatowali nad statusem Proteusa jako gry komputerowej; poruszali takie aspekty jak brak prawdziwych celów, a część z nich nazywała go „antygrą”. Te określenia doczekały się wielu komentarzy. W recenzji IGN-u Grayson przekonywał, że w grze są obecne działanie (chodzenie po wyspie) i cel, którym jest przejście przez wszystkie pory roku. Recenzent „Edge’a” spostrzegł, że w grze są obecne różne systemy takie jak cykl dnia i nocy, zmieniająca się pogoda oraz przemijanie pór roku, które może być zainicjowane przez gracza. Ed Key argumentował, że gra posiada różne mechanizmy, lecz interakcja gracza z nimi jest opcjonalna, i że interakcje te nie powodują zwykle żadnej reakcji. Powiedział też, że według niego ustanowienie ścisłej definicji gry nie służyłoby niczemu innemu jak tylko wzmocnieniu konserwatyzmu oraz nadwrażliwości na krytykę w kulturze, która już i tak jest z tych cech dobrze znana.

### Sprzedaż
W lutym 2013 roku Key ujawnił, że wersja beta gry sprzedała się w liczbie około 5200 kopii, natomiast od premiery finalnej wersji sprzedano kolejne 23 000 kopii. Na przełomie maja i czerwca 2013 roku gra była dostępna jako część pakietu Humble Indie Bundle 8, który sprzedał się w liczbie 448 875 egzemplarzy.